# Estación de Senozan
La estación de Senozan es una estación ferroviaria francesa de la línea París - Marsella, situada en la comuna de Senozan, en el departamento de Saona y Loira, en la región de Borgoña-Franco Condado. Por ella transitan únicamente trenes regionales.

## Situación ferroviaria
La estación se encuentra en la línea férrea París-Marsella (PK 429,173). 

## Descripción
La estación se compone de dos andenes laterales y de dos vías. 

## Servicios ferroviarios

### Regionales
Los TER Borgoña enlazan recorren los siguientes trazados:
- Línea Dijon - Lyon.
- Línea Dijon - Mâcon